# Brígida de Kildare
Brígida de Kildare o Brígida de Irlanda es una de los santos patronos de Irlanda (en irlandés Naomh Bríd; en galés Ffraid; Faughart, cerca de Dundalk, 451-Kildare, 525). Es considerada santa por la Iglesia católica, la Comunión anglicana y la Iglesia ortodoxa. Es considerada la primera monja irlandesa y fundadora del monacato femenino en Irlanda, donde es muy popular y venerada. La santa comparte el nombre con una importante diosa celta y hay muchas leyendas y costumbres populares asociadas a ella.

## Vida
Un rey pagano irlandés fue el padre de Brígida y su madre era una esclava picta cristiana, bautizada por San Patricio. Fue llamada así por la divinidad femenina Brigid de los celtas. Nacida en la esclavitud, al igual que su madre servía como esclava doméstica realizando las labores del hogar y ya desde niña fue muy conocida por su caridad. Su fama creciente hizo que su padre fuera convencido de concederle la libertad. Ya adolescente, tuvo muchos pretendientes pero los rechazó todos porque había hecho voto de virginidad. Entonces fue recibida por San Mc Caill en Croghan o por San Mel de Ardagh en Mag Tulach (actual condado de Westmeath). Aproximadamente hacia 468, ella y el obispo Mc Caill siguieron a San Mel al reino de Tethbae, formado por los actuales condados de Meath, Westmeath y Longford.
Según la tradición, hacia 480 funda el monasterio de Kildare al construir una celda bajo la sombra de un gran roble sagrado consagrado a la diosa Brigid, atendido por jóvenes doncellas que custodiaban una llama sagrada. El oratorio pronto se convirtió en un centro religioso y de estudio y en su cercanía se forma la ciudad de Kildare. Brígida y sus siete primeras discípulas y compañeras organizan las primeras comunidades monásticas femeninas de Irlanda. Funda un convento de monjas y otro de monjes e invita a Conleth, un ermitaño, a ayudarla en Kildare con la organización y evangelización. San Conleth será el primer obispo de Kildare. Durante siglos, la ciudad será gobernada por una doble línea de abades-obispos y abadesas, considerándose a la abadesa de Kildare la Superiora General de los monasterios femeninos de Irlanda. Adopta para su convento la regla de San Cesáreo hacia el año 513. Esta regla fue retomada por varios conventos de Irlanda. Este convento es el primer monasterio doble de Europa: agrupaba a religiosas y religiosos. 
A Brígida se le atribuye también la fundación de una escuela de arte, que incluía trabajos en metal e iluminación, que Conleth supervisaba. Del afamado scriptorium de Kildare salió el Libro de Kildare, alabado por Geraldus Cambresis, pero destruido durante la Reforma.
Según el Trias Thaumaturga, Brígida pasó un tiempo en Connacht y fundó muchas iglesias en la diócesis de Elphin. Se dice que visitó Longford, Tipperary, Limerick y South Leinster. Su amistad con San Patricio es descrita en el Libro de Armagh: "Entre San Patricio y Santa Brígida, los pilares del pueblo irlandés, tenían una amistad tan grande que tenían un solo corazón y una mente. A través de él y de ella, Cristo realizó muchas grandes obras".
Falleció en Kildare y fue enterrada en su catedral, en un lujoso mausoleo que era objeto de peregrinación, especialmente el día de su fiesta. Alrededor del año 878, debido a las incursiones escandinavas, fue trasladada a Downpatrick con los santos Patricio y Columba de Iona, con los que comparte el patronazgo de Irlanda. Sus restos fueron destruidos en el siglo XVI durante el mandato de Lord Gray, pero el cráneo pudo ser salvado por algunos miembros del clero y llevado a Austria.
La sucedió como abadesa de Kildare su amiga y discípula Darlugdach. Su festividad se celebra el 1 de febrero. Su popularidad hizo que su nombre fuera a lo largo de los siglos uno de los más populares en el país. Un escritor señaló que en cierto momento, "cada familia en Irlanda tenía un Patrick y una Brigid". En el siglo XIX, cuando muchas mujeres irlandesas emigraron a Inglaterra en busca de trabajo como empleadas domésticas, el nombre Brigid llegó a convertirse en sinónimo de sirvienta.

## Historicidad
En el último tercio del siglo XX surgió una controversia sobre la evidencia histórica de Brígida, que comparte nombre, asociaciones y día de fiesta con la diosa celta Brigid, cuyo santuario cristianizó. Los investigadores establecieron que once personas con las que Brígida estuvo asociada, son atestiguadas de forma independiente en distintas fuentes, que sitúan su muerte en torno al año 523 (en los Anales de Tigernach y el Chronicon Scotorum) y su nacimiento hacia el año 451 (una fecha calculada a partir de la edad supuesta de 72 años en el momento de su muerte).
La primera biografía sobre la santa fue escrita por Cogitoso, un monje de Kildare en el siglo VII. La segunda data de mediados del mismo siglo, se atribuye a Coelan y es mencionada por San Donato, al igual que las biografías escritas por San Ultan y San Aileran que proporcionan hechos conflictivos sobre su vida. Tres de esas biografías concuerdan en que su madre era una esclava en la corte de su padre, Dubhthach, un rey de Leinster.
Algunos historiadores sugieren que la historia de Santa Brígida fue sincretizada con rasgos de la diosa pagana Brigid. Según la historiadora medievalista Pamela Berger, "los monjes cristianos tomaron la antigua figura de la diosa madre y trasladaron su nombre y funciones en una contrapartida cristiana". El profesor Daithí Ógahin y otros, sugieren que Brigid pudo ser la druidesa principal en el santuario de la diosa, que después de su conversión transformó en un monasterio cristiano. Tras su muerte, el nombre y características de la diosa se unieron a la santa.

## En el arte
Brígida forma parte de la instalación de la artista feminista Judy Chicago, The Dinner Party. Esta es una historia simbólica de la mujer en la civilización occidental que representa a 1.038 mujeres de la historia; 39 de ellas están representadas por cubiertos y otras 999 en los nombres que están inscritos en The Heritage Floor sobre el que descansa la mesa.  En un primer dibujo, Chicago se refería a Santa Brígida como "diosa de la leche y el fuego". La representó como una llama que es traducción literal de su nombre celta, que significa "flecha ardiente". También representa el fuego que las monjas mantuvieron encendido en honor de Santa Brígida tras su muerte.

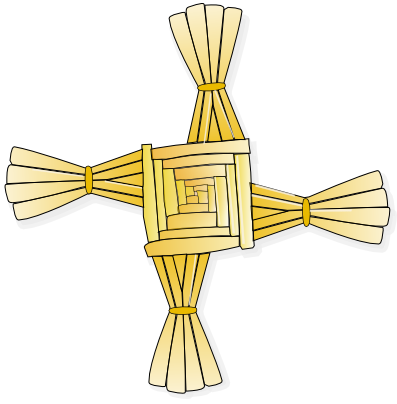
Cruz de Santa Brígida. Cruz vinculada con la figura de esta santa y que supuestamente utilizó para predicar. Es probable que este elemento tenga un origen anterior.